# Robert Hunt (fútbol americano)
Robert Hunt (Jasper, Texas, 25 de agosto de 1996) es un jugador profesional estadounidense de fútbol americano que se desempeña en la posición de placador en Carolina Panthers, equipo de la National Football League (NFL).

## Carrera

### Miami Dolphins
Fue seleccionado en la segunda ronda en la Reunión Anual de Selección de Jugadores de la NFL de 2020. Hizo su debut profesional con el equipo Miami Dolphins, donde jugó cuatro temporadas.

### Carolina Panthers
El 13 de marzo de 2024, Hunt firmó un contrato de cinco años y 100 millones de dólares con los Carolina Panthers.